# Dengo
A Dengo é uma marca brasileira de chocolates produzidos com cacau de alta qualidade. Criada em 2017 pelo cofundador da Natura, Guilherme Leal, e por Estevan Sartoreli, a marca foi desenhada desde a origem para promover a sustentabilidade da cadeia produtiva do cacau, valorizando todo o processo de produção, desde o cacauicultor até o consumidor final.  
Atualmente com lojas no Brasil e na França, o chocolate da Dengo é reconhecido pelo sabor original, pela qualidade superior e pelo impacto socioambiental na cadeia brasileira do cacau.

## Impacto ambiental

#### Cacau cabruca
Todo o cacau comprado pela Dengo é produzido por mais de 150 produtores, a maioria pequenos e médios agricultores. A produção é feita no chamado sistema cabruca. Nele, os cacaueiros são plantados sob a sombra de árvores nativas. Dessa forma, a Mata Atlântica é preservada enquanto o cacau de alta qualidade é cultivado pelos produtores, que são orientados tecnicamente sobre o manejo e incrementos necessários nesse tipo de plantio. 

#### Estoque de carbono
Um estudo produzido pelo Instituto Arapyaú em parceria com a Dengo, o World Resources Institute (WRI) e a Universidade Estadual de Santa Cruz (UESC), mostrou que a cabruca é capaz de estocar, em média, 66 toneladas de carbono por hectare. O valor é quase o dobro do carbono encontrado no cultivo do cacau convencional (a pleno sol).

## Produtores e uma cadeia de produção justa
A Dengo tem como um de seus propósitos a geração de renda digna para pequenos e médios produtores de cacau no Brasil.
O modelo de negócio da Dengo foi desenvolvido para gerar impacto e ajudar a resgatar a cadeia produtiva do cacau no Sul da Bahia, valorizando tanto o produto como os produtores. A produção aliada à geração de renda compartilhada e à preservação ambiental é o que a marca chama de “conservação produtiva”. “Nascemos como um negócio de impacto com o compromisso de gerar renda digna para os pequenos produtores de cacau da Bahia”, disse Estevan Sartoreli, cofundador e co-CEO da Dengo em entrevista ao Valor, quando afirmou que seus fornecedores de cacau recebem em média 92% acima do preço médio do mercado.
As condições para que os produtores se tornem fornecedores da Dengo e recebam o pagamento justo é a oferta de amêndoas de cacau de alta qualidade, cuja produção não gera desmatamento nem impactos ambientais negativos. Para incentivar esse processo, a marca de chocolates oferece capacitação para os parceiros, com visitas técnicas e treinamentos para os produtores.

## Negócios e filantropia
A primeira loja da Dengo foi inaugurada em 2017, mas sua concepção começou muito antes. O embrião da Dengo surgiu dentro do Instituto Arapyaú, instituição filantrópica que atua em clima e desenvolvimento na Bahia e na Amazônia. Fundado por Guilherme Leal, o instituto nasceu em 2008 e seu primeiro projeto foi batizado de “Programa Bahia”, com a missão de focar no desenvolvimento territorial sustentável por lá. Após estudar a região, os líderes do projeto perceberam que existiam três cadeias produtivas importantes para o resgate econômico do lugar: cacau, silvicultura e turismo. 
O Arapyaú optou pelo cacau. Por acreditar na força dos negócios como agentes de transformação socioambiental, a Dengo nasce em 2017, ajudando a dar escala para o mercado de cacau de qualidade, gerando mais renda para o pequeno e médio produtor de cacau na região. “Se a gente fizesse um negócio muito pequeno, iríamos melhorar a renda e a vida de poucos produtores”, comentou Estevan Sartorelli ao portal Neofeed em 2021. 

## Fábrica da Dengo
Em novembro de 2020, a Dengo abriu uma loja conceito e minifábrica na Avenida Faria Lima, em Pinheiros, na cidade de São Paulo. A loja tem três pavimentos, 1.500 m² de área construída e é feita de madeira reflorestada e certificada. Os visitantes podem comprar produtos da marca, aprender sobre a produção “bean to bar” (do grão à barra), e conhecer outros produtos de pequenos produtores, como café, queijos e vinhos. Foi o primeiro prédio do Brasil a ser construído sem o uso de aço e estruturas metálicas, o que garante a sustentabilidade do projeto. O espaço conta com cafeteria, sorveteria, minifábrica, laboratório de produção, terraço, sala de experiências e estação para criar o próprio chocolate, onde é possível acompanhar desde a extração da amêndoa do cacau até a produção propriamente dita. O espaço também abriga o restaurante Cabruca. 

## Sabor original
Fazer do cacau um produto desejado pelos consumidores e com uma boa rede de distribuição é o que a Dengo chama de “transformação criativa”. A identidade da marca é uma ode ao Brasil, à Bahia e ao clima tropical. Das cores aos ingredientes, tudo foi pensado e executado para valorizar o país e a produção nacional, provando que é possível produzir com qualidade, utilizando matérias-primas cultivadas em harmonia com a natureza, sem desmatamento e apoiando o produtor, disse o cofundador Estevan Sartoreli em entrevista à Forbes.  
Os chocolates produzidos pela Dengo têm em seu DNA a valorização da cadeia do cacau, mas também promovem outros ingredientes brasileiros como castanha-do-Pará, castanha de caju, mangaba, cajá, jabuticaba, banana, gianduia com pimenta rosa e diversas combinações com produtos nativos. 
Os chocolates “quebra-quebras” são o carro-chefe da marca. Eles podem quebrados conforme o tamanho que o cliente quiser e vendidos a granel, o que reduz o desperdício de embalagens. Cada um tem uma receita utilizando uma fruta ou castanha diferente. 
Além do cacau produzido no Sul da Bahia, a marca incrementou uma linha exclusiva de produtos feitos com cacau produzido na Amazônia, fechando parcerias com produtores do Pará. O esforço é de fomentar outros ativos sociais e da biodiversidade brasileira, como a pimenta produzida pelas mulheres da etnia indígena Baniwa. 

#### Menos açúcar, mais cacau
Outra premissa para gerar impacto positivo é produzir um chocolate o mais saudável possível. Com mais cacau e menos açúcar, livres de gordura hidrogenada, aromatizantes e conservantes. 

## Internacionalização
Em 2023, a Dengo abriu sua primeira loja fora do Brasil. A marca chegou a Paris, na França, por iniciativa do agora sócio Charles Znaty, cofundador da marca Pierre Hermé, uma das docerias mais famosas do mundo. “Os produtos Dengo são muito diferentes, têm muita originalidade, muito sabor e a qualidade é realmente excepcional”, disse Charles Znaty ao Estadão. Em entrevista ao Valor, Znaty disse apostar na Dengo visando consumidores jovens, que segundo ele “são ativos na escolha de marcas que não sejam apenas boas como sabor, que não contenham produtos químicos, mas que também sejam sustentáveis e boas para o planeta”.